# Bifrenaria tetragona
Bifrenaria tetragona là một loài lan.
 Tư liệu liên quan tới Bifrenaria tetragona tại Wikimedia Commons

## Hình ảnh

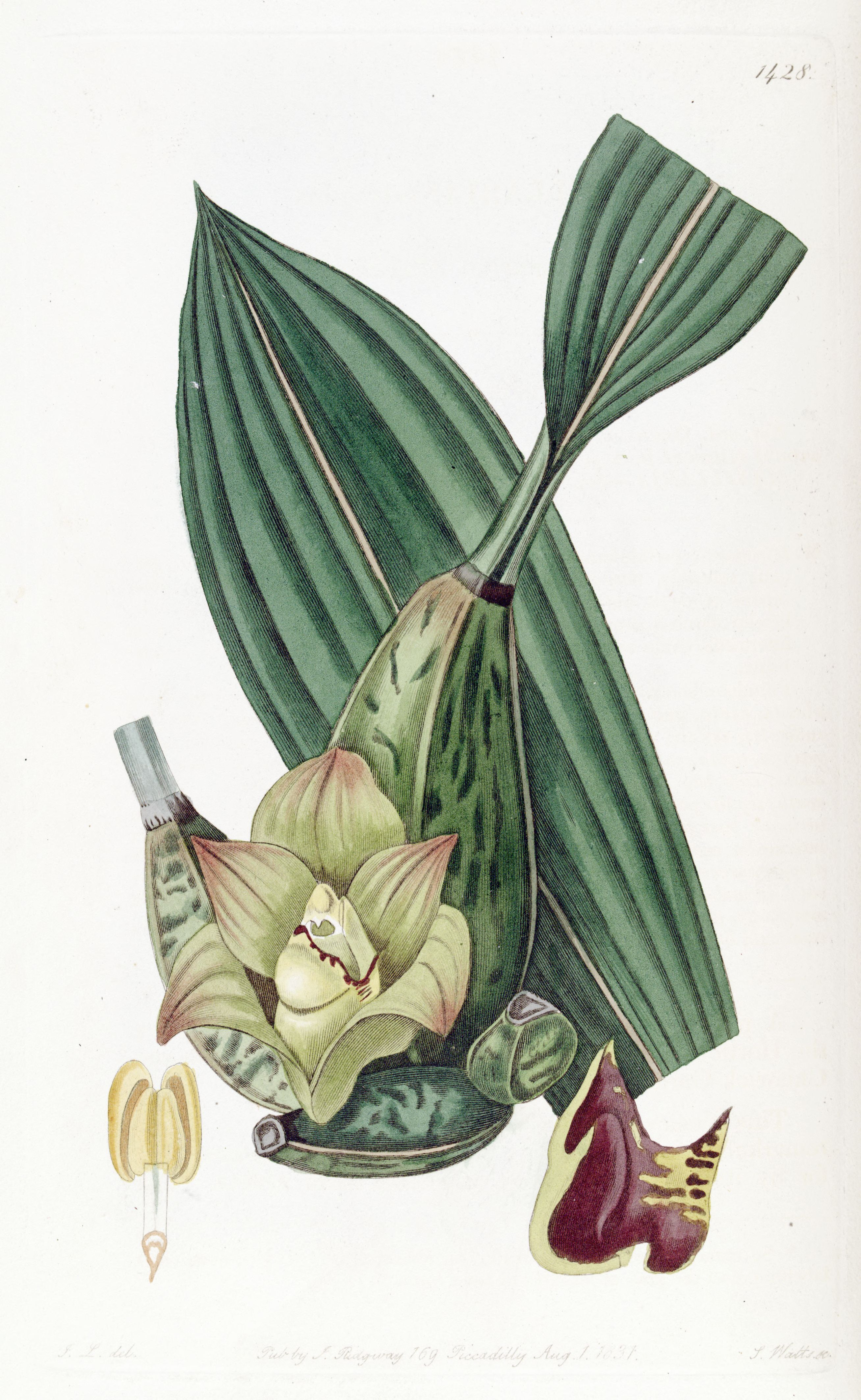
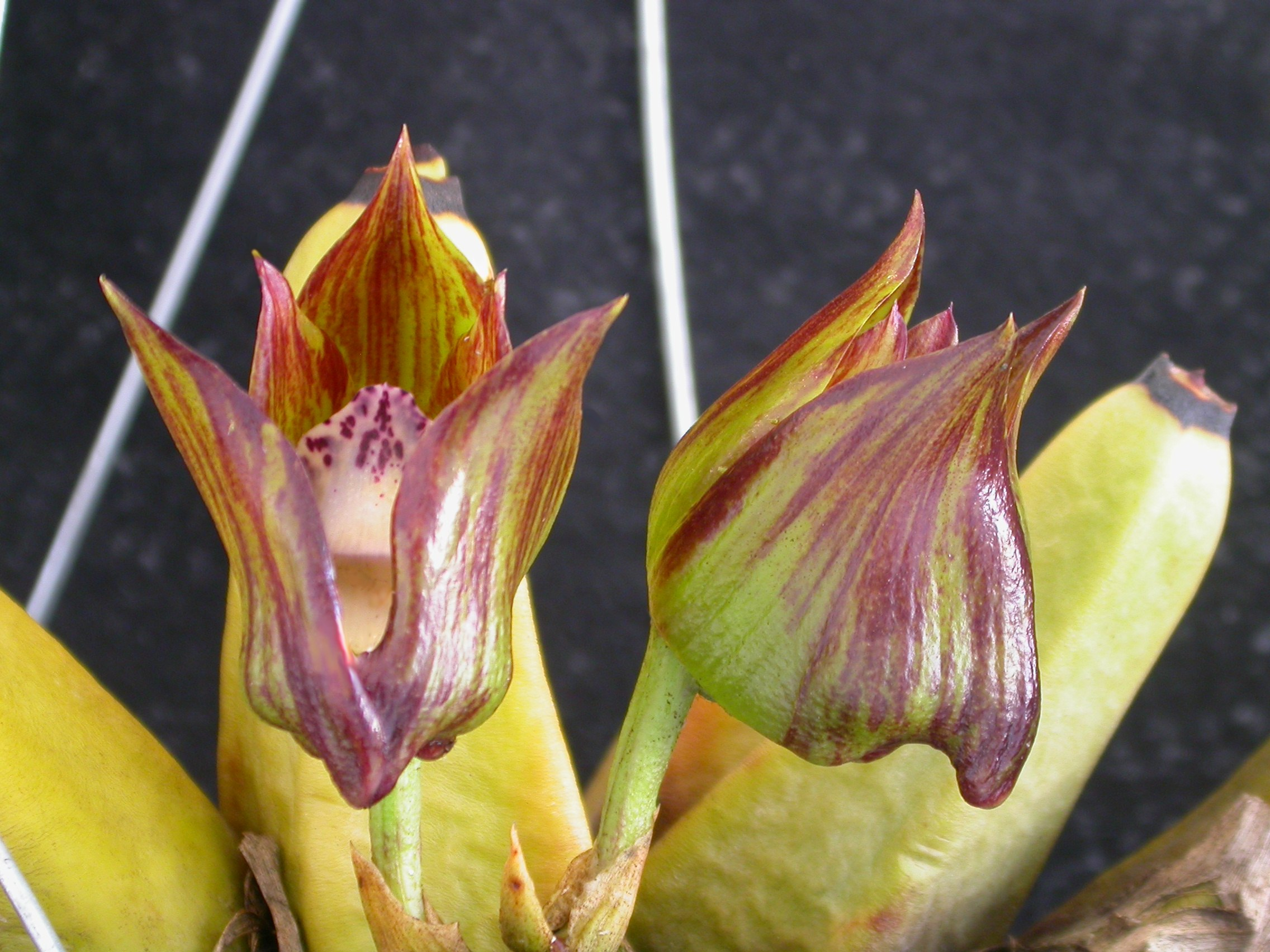
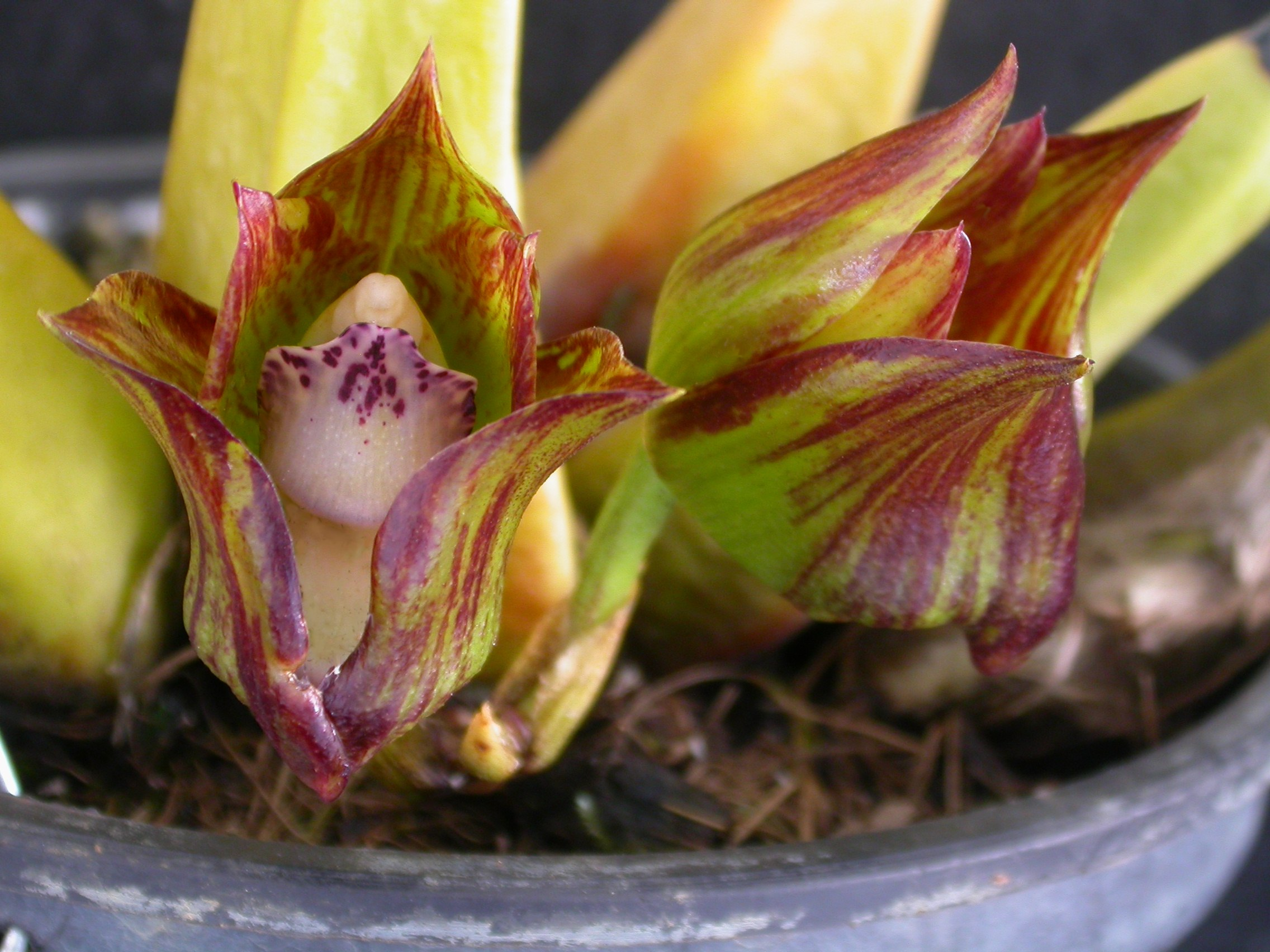
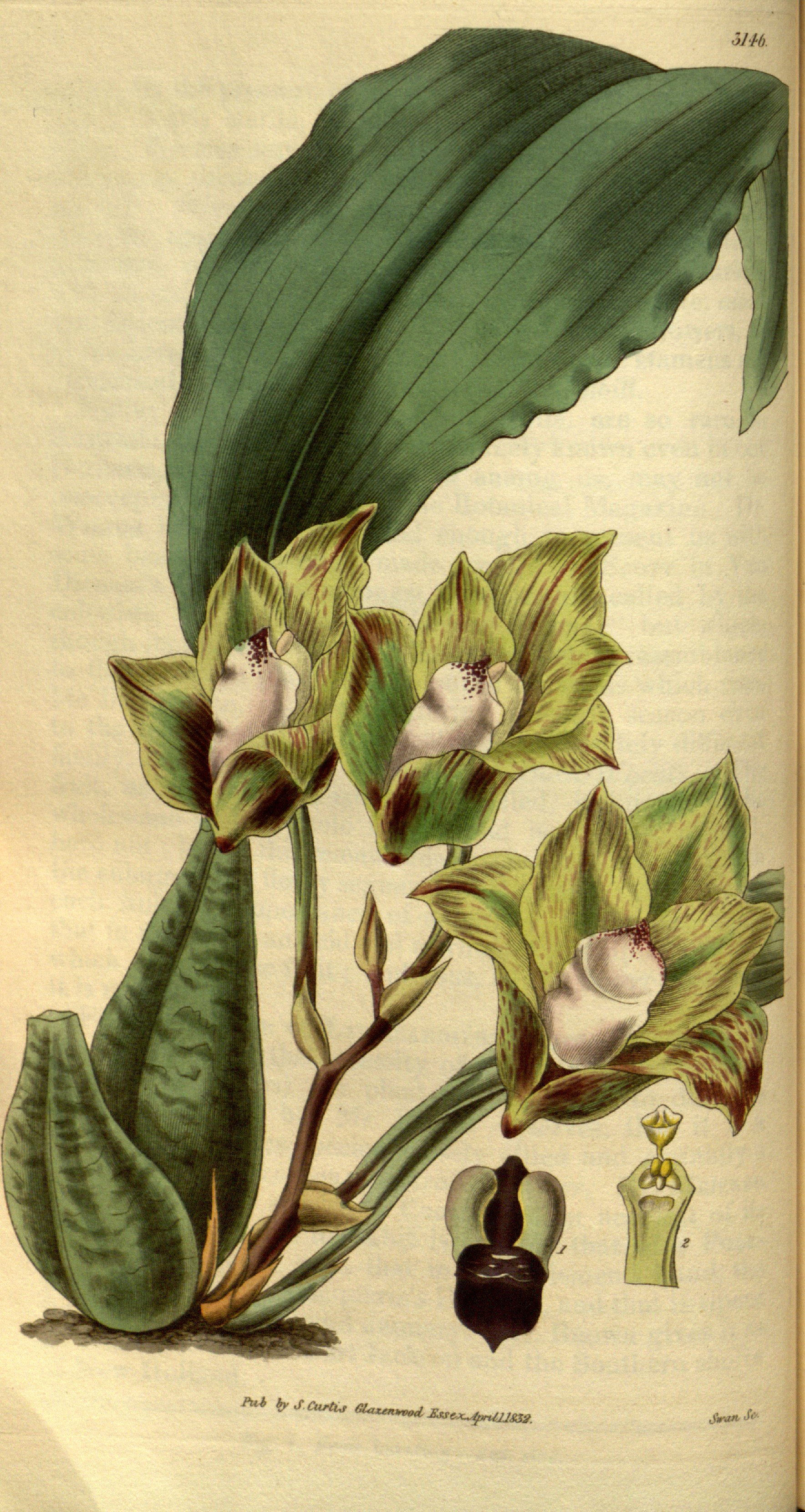